# 3. kniha Makabejská
3. kniha Makabejská je jedním z apokryfů Starého zákona. Je uznávána za součást bible v mnohých pravoslavných církvích, zatímco římskokatolická církev i protestantské církve ji do bible až na výjimky nezařazují. Jednou z výjimek v rámci protestantství bylo zahrnutí v některých vydáních Bible kralické Jednotou bratrskou.
Byla napsána pravděpodobně v starořečtině v 1. století před naším letopočtem a dějově nenavazuje ani na první ani na druhou knihu Makabejskou, dokonce se vůbec netýká Makabejského povstání a odehrává se časově několik desetiletí před ním. Podobně jako ony ovšem pojednává o helénistickém období, kdy Středomoří vládli Řekové, a má v některých rysech podobnou zápletku.

## Děj
Židé úpí pod útlakem Ptolemaia Filopatóra, který porazil Antiocha III. Velikého v bitvě u Rafie a chtěl vstoupit v Jeruzalémě do Druhého chrámu, v čemž je mu zázračně zabráněno. To v něm vyvolá nenávist k Židům a po návratu do Alexandrie se pokusí tamní židovskou komunitu přimět uctívat Dionýsa. Když neuspěje, pokusí se je opakovaně vyhladit, ale vždy jsou zázračně zachráněni. Král se pak nakonec přikloní na jejich stranu.